# Bernard Pirnat
Bernard Pirnat, slovenski orglar in skladatelj, * 20. avgust 1862, Bučna vas, † 5. december 1939, Dunaj. 
Pirnat je leta 1883 v Ljubljani dokončal orglarsko šolo; nato služboval kot organist na Dobrovi, v Veliki Štangi, kjer je bil tudi pomožni učitelj, v Škofji Loki, Radovljici,  Polju in v Št. Petru na Krasu (sedaj Pivka). Leta 1913 ga je tajnik škofovskega ordinariata imenoval za nadzornika organistov v župniji Trnovo, kasneje tudi za Postojno. Leta 1920 se je preselil na Dunaj in bil v letih 1922–1935 pomožni organist pri župni cerkvi sv. Jakoba v Floridsdorfu. Zložil je latinsko mašo za moški zbor in okoli 100 raznih cerkvenih skladb.